# Zamek w Pankowie
Zamek w Pankowie – zabytkowy zamek z XV w. w Pankowie, wsi w Polsce, w województwie dolnośląskim, w powiecie świdnickim, w gminie Świdnica. Wybudowany na miejscu starszego gródka z XIV w.

## Historia
Wieś wspomniano w dokumencie z 1250 jako Panckov. Od XIV wieku była to własność rycerska, a pierwszy znany właściciel to wymieniony w 1371 roku Kuno z Pankowa i Niegoszowa. Zamek gotycki mógł powstać w Pankowie w XV wieku i został rozbudowany w XVI wieku. Pierwotnie był zbudowany na planie owalu i otaczała go nawodniona fosa. Wjazd prowadził przez wieżę bramną (obecny wjazd jest późniejszy). W czasach, gdy Panków należał do rodziny Bock, majątek składał się z wieży, dwóch budynków mieszkalnych i muru otaczającego dziedziniec. W 1699 roku, za ówczesnego właściciela Friedricha von Zedlitza, kompleks zamkowy przeszedł znaczną przebudowę i rozbudowę w stylu barokowym. Być może to wtedy lub w XVIII wieku dodano drugą i trzecią kondygnację. W 1848 roku Panków wraz z zamkiem stał się własnością rodziny Salisch z Kraskowa. Prace restauracyjne przeprowadzono w XIX wieku. Zamek spłonął całkowicie podczas wojny w 1945 roku i od tego czasu popada w ruinę.
Do kamiennego zamku na wyspie otoczonej fosą z wodą prowadzi dwuprzęsłowy most kamienny z XVII w., Do zamku przylega zdewastowany park krajobrazowy oraz zabudowania dawnego folwarku z XIX w.